# أولاف أنغيل
أولاف أنغيل (بالنرويجية البوكمول: Olav Angell)‏ هو مترجم وشاعر نرويجي، ولد في 4 أغسطس 1932 في تروندهايم في النرويج، وتوفي في 23 سبتمبر 2018.